# Tellurid
A tellurid a Te2− anion, illetve ennek származékainak elnevezése a kémiában. A kalkogének kétszeresen negatív töltésű anionjainak – kalkogenidek: O2−, S2− és Se2− – sorába tartozik.

## H2Te, HTe−, és Te2−
A hidrogén-tellurid (H2Te) a tellúr savas hidridje, vízben oldva hidrogéntellurid anionra (HTe−) disszociál. Vizes oldatban a tellurid anion (Te2−) csak magas (bázikus) pH mellett létezik. Emiatt a nátrium-tellurid (Na2Te) oldata lúgos kémhatású.

## Szerves telluridok
Az ilyen telluridok a tellúrorganikus vegyületek csoportját alkotják, formálisan a Te2−-ra vezethetők vissza. Az egyik szemléletes példa a dimetil-tellurid. Az ilyen vegyületeket gyakran tellúrétereknek is nevezik, mert szerkezetükben az éterekhez hasonlítanak, bár a C−Te kötés sokkal hosszabb, mint a C−O kötés. A C−Te−C kötésszög közel 90°-os.

## Szervetlen telluridok
Számos fém-tellurid ismert, köztük néhány tellurid ásvány is. Bár ezekben az anyagokban a kötés inkább kovalens jellegű, az egyszerűség kedvéért a Te2− sóinak tekintik őket. Ebben a megközelítésben az Ag2Te Ag+ ionokból származtatható.
A természetes ásványok között az arany telluridjai – calaverit (AuTe2), krennerit (szintén AuTe2) és szilvanit (AgAuTe4) – is megtalálhatóak. A telluridos aranyércek kereskedelmi szempontból csekély értékűek, noha ezek adják az arany természetes vegyületeinek jelentős részét. (Az arany néhány más, természetes vegyülete – például arany-bizmutid (maldonit, Au2Bi) vagy az arany-antimonid (aurosztibit, AuSb2) – is ismert.
A telluridok gazdaságilag fontos vegyületek, főleg fizikai tulajdonságaik miatt hasznosítják őket (kadmium-, bizmut- és ólom-telluridok). Kadmiummal alkotott vegyülete fényelektromosan aktív anyag. A bizmut-tellurid és az ólom-tellurid termoelektromos szempontból kiemelkedő.

## Fordítás
Ez a szócikk részben vagy egészben  a   Telluride (chemistry) című angol Wikipédia-szócikk ezen változatának fordításán alapul.  Az eredeti cikk szerkesztőit annak laptörténete sorolja fel. Ez a jelzés csupán a megfogalmazás eredetét és a szerzői jogokat jelzi, nem szolgál a cikkben szereplő információk forrásmegjelöléseként.